# Café Anglais
Il Café Anglais (kafe ɑ̃ɡlɛ, "Caffè inglese") è stato un celebre ristorante francese che si trovava a Parigi al numero 13 del Boulevard des Italiens, all'angolo con Rue de Marivaux.

## Storia

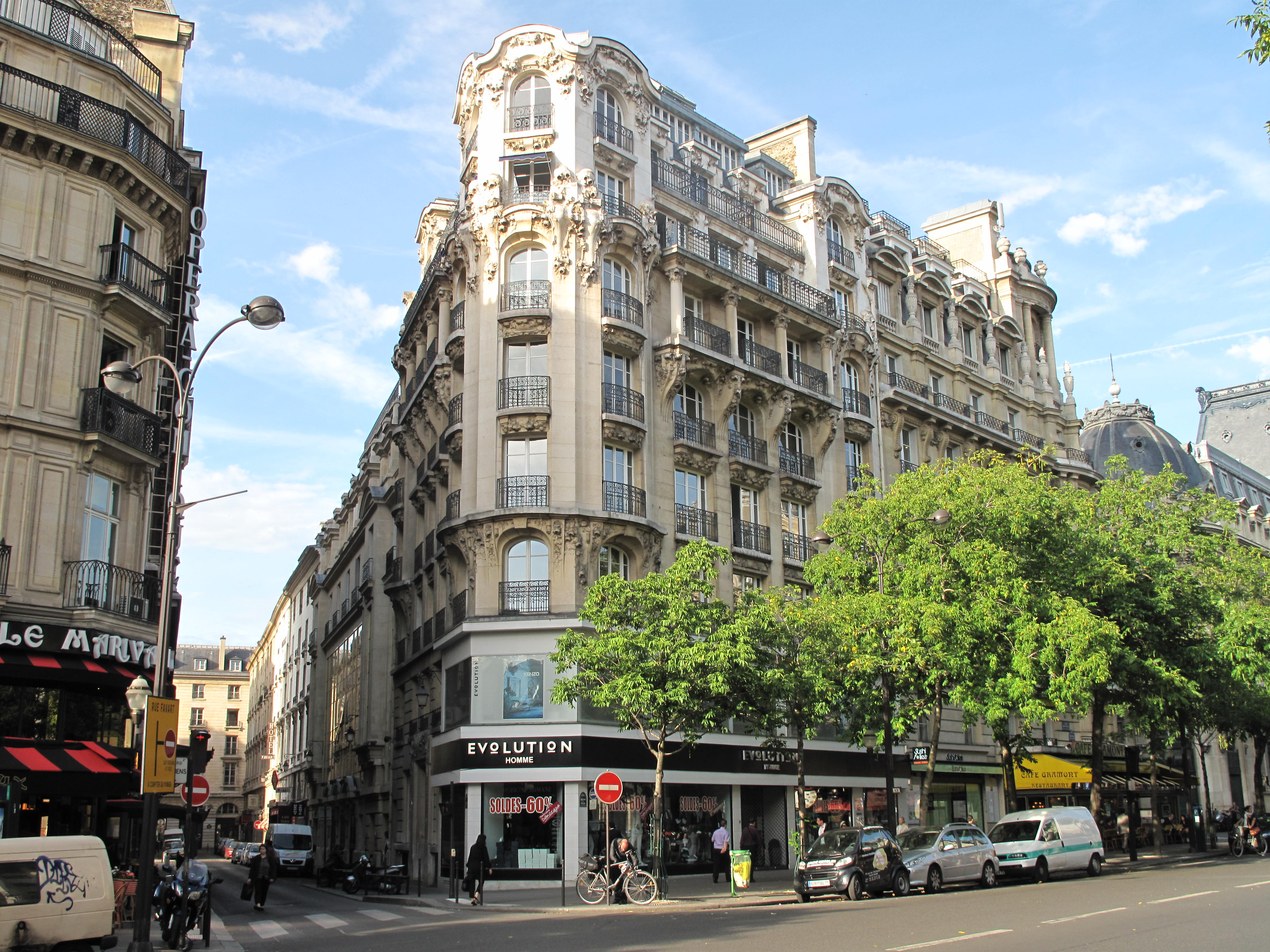
L'ex-sito occupato dal Café Anglais nel 2009.

Il Café Anglais è stato aperto nel 1802 da François Georges Delaunay (1768-1849). Il nome "Caffè inglese" venne dato dal proprietario non per via del cibo che vi si poteva consumare, ma in onore del Trattato di Amiens che stabiliva la pace fra Francia e Regno Unito e venne firmato nel marzo di quell'anno. Inizialmente il ristorante proponeva déjeuner à la fourchette (pranzo leggero con menù fisso) o à la carte (con menù a scelta) ed era celebre per la potage à la Cameroni, per i vini di Bordeaux e di Borgogna, e per usare "l'acqua divina" Saint-Pierre-sur-Dives, città natale di Delaunay.
Inizialmente il locale veniva frequentato soprattutto da lavoranti, cocchieri e domestiche, ma con il tempo divenne popolare anche fra gli attori e i frequentatori dal vicino Théâtre national de l'Opéra-Comique. Questo spinse il nuovo proprietario Paul Chevreuil, proprietario dello stabile e amico di Delaunay, a rilevare il locale nel 1817 e a rinnovarlo completamente, trasformandolo dal 1822 in un ristorante di lusso rivolto alla clientela più abbiente e specializzato nella cucina di carne.
Nel 1827 Chevreuil passò la direzione del locale a Piette Louis Prosper Delaunay, figlio di François Georges Delaunay, che la mantenne fino al 1836; dopo questa data nessun Delaunay diresse più il ristorante. Fra il 1836 e il 1855 si succedettero vari proprietari finché non arrivò Alexandre Delhomme di Bordeaux, che aveva lavorato nel prestigioso ristorante Rocher de Cancale e ne riportò il lustro anche al Café Anglais reclutando come chef e sous-chef rispettivamente Adolphe Dugléré e Alcide Bontou, entrambi suoi concittadini. Da questo periodo il Café Anglais si guadagnò la reputazione come uno dei migliori ristoranti di Parigi.
Dugléré ideò varie ricette rimaste famose, fra cui la zuppa alla Germiny, preparata con lapazio e dedicata al conte de Germiny (governatore della Banca di Francia), e le patate alla Anna, ovvero un tortino di patate cotte nel burro e dedicate alla demi-mondaine Anna Deslions. Al Café Anglais si svolse il 7 giugno 1867, cucinata da Dugléré, la "cena dei tre imperatori", che riunì Guglielmo I di Germania, Otto von Bismarck e Alessandro II di Russia (con suo figlio, il futuro Alessandro III di Russia) arrivati a Parigi per visitare l'Esposizione universale. Verso la fine del Secondo Impero il ristorante era fra i più famosi d'Europa, il più snob di Francia, e il punto di ritrovo di Parigi delle cocotte più in vista della città.
La storia del ristorante si concluse nel 1913, quando venne chiuso e l'edificio che lo ospitava demolito; al suo posto venne costruito un nuovo palazzo rappresentativo del secondo periodo dello stile Art Nouveau che riporta, sopra l'ingresso al numero 13 di Rue de Marivaux, l'iscrizione «R. Lelievre, architecte DPLG, 1914-1915».

## Aspetto
Nonostante l'aspetto esterno dell'edificio fosse semplice e austero, gli interni erano invece riccamente decorati a seguito della ristrutturazione del 1817-1822 di Chevreuil. Le 22 sale private del ristorante avevano pareti ricoperte di pannelli di mogano e noce finemente intagliati, specchi con cornici in foglia d'oro e altre lussuose decorazioni; la principale fra queste era la sala 16, detta Le Grand Seize  ("La grande Sedici"), che veniva usata dalle maggiori personalità cittadine e dagli ospiti stranieri celebri.

## Riferimenti culturali
Durante i suoi 111 anni di attività il Café Anglais fu un importante ritrovo artistico e un simbolo dell'elite culturale cittadina. Fra i frequentatori abituali del ristorante si ricordano Alfred de Musset, Alexandre Dumas, Eugène Sue e Stendhal; quest'ultimo dichiarò «Trois soupers par semaine au Café Anglais et je suis au courant de ce qui se dit à Paris» ("Tre cene a settimana al Café Anglais e so tutto quello che si dice a Parigi").
Il ristorante è citato in numerose opere letterarie, fra cui:
- Honoré de Balzac:
  - Papà Goriot (1834); Delphine de Nucingen vi ordina una cenaper Eugène de Rastignac;
  - Illusioni perdute (1837); Lucien de Rubempré vi incontra Rastignac e Henri de Marsay.
- Gustave Flaubert, L'educazione sentimentale (1869); vi cenano Frédéric e Rosanette.
- Émile Zola:
  - La cuccagna (1871); Renée e Maxime visitano il ristorante, così citato: «Dall'altra parte del viale, alcune luci scintillanti illuminavano ancora soltanto la facciata del Café Anglais, una finestra fra le altre, semiaperta, e da lì uscivano deboli risate»;
  - Nanà (1880).
- Henry James:
  - L'americano (1877); Christopher Newman vi cena la sera prima di vistare il Louvre;
  - Ritratto di signora (1881).
- Guy de Maupassant, I gioielli (1883); il protagonista cena al Café Anglais quando diventa ricco.
- Marcel Proust, All'ombra delle fanciulle in fiore (1919); Françoise, la cuoca di casa del Narratore, è critica verso molti celebri locali, ma parla con favore del Café Anglais come di «un ristorante che aveva l'aria d'avere una piccola cucina borghese proprio come si deve»[10].
- Karen Blixen, Il pranzo di Babette (1950); Babette è una ex cuoca del Café Anglais che scappa dalla Comune di Parigi in Danimarca.
- Alice Toklas, Il libro di cucina di Alice Toklas (1954).
- Raymond Queneau, Icaro involato (1968); LN introduce il personaggio di Icaro alla società parigin intorno a un piatto di ostriche di Ostenda.
- Umberto Eco, Il cimitero di Praga (2010).

Fra le canzoni, si ricorda Le Boulevard du crime, scritta da Claude Lemesle per il cantante Serge Reggiani e inclusa nel suo album del 1982 Le Zouave du pont de l'Alma, nel cui testo si legge: «Uno può vedere al Café Anglais i bambini finti di Lamartine / Sognare in coppia e in distici / Deridere ragazzi e ragazze».